# آل حيدرة (لودر)

تعديل مصدري - تعديل

آل حيدرة هي إحدى قرى عزلة زارة بمديرية لودر التابعة لمحافظة أبين، بلغ تعداد سكانها 27 نسمة حسب تعداد اليمن لعام 2004.